# Piz Duleda
Der Piz Duleda (gelegentlich Piz Duledes oder Piz Doledes) ist ein 2909 m s.l.m. hoher Berg in den Südtiroler Dolomiten.

## Lage und Umgebung
Der Piz Duleda befindet sich in den Südtiroler Dolomiten (Italien) im äußersten Nordwesten der Puezgruppe. Er ist mit einer Höhe von 2909 m der zweithöchste Berg dieser Gebirgsgruppe. Während er gegen Norden steil ins Campilltal abfällt, führt nach Osten ein Kamm zu den beiden Puezspitzen (Westgipfel: 2918 m, Ostgipfel 2913 m). Südlich begrenzt wird der Bergaufbau von der Nives-Scharte (2740 m), im Westen trennt die Roa-Scharte (2617 m) den Piz Duleda von den Kanzeln (2718 m) und damit die Puez- von der Geislergruppe.
Die Südflanke des Piz Duleda liegt auf dem Gebiet der Grödner Gemeinden St. Christina und Wolkenstein, die Nordflanke dagegen gehört zu St. Martin in Thurn. Der Berg ist als Teil des Naturparks Puez-Geisler unter Schutz gestellt.

## Alpinismus
Der Gipfel ist über einen Steig erschlossen, der von der Nives-Scharte über den breiten Südrücken heraufführt. Die Nives-Scharte wiederum ist von drei Seiten erreichbar: von der östlich gelegenen Puezalm und der Puezhütte (2475 m) aus, mit einigen Halteseilen gesichert von der südlichen Sielesscharte (2505 m) aus oder von der nordwestlich gelegenen Roa-Scharte herauf über einen kurzen, als wenig schwierig beschriebenen Klettersteig. Der Gipfel kann auch in etwa drei Stunden von der westlich gelegenen Regensburger Hütte erreicht werden, wobei ein anspruchsvoller Weg über die Roa-Scharte und den Nives-Klettersteig oder alternativ ein einfacherer Weg über die Sielesscharte möglich sind.

## Name
Piz ist ein romanisches Wort für Spitze, Gipfel. Das Wort Duleda geht auf eine Partizipbildung des Grödner-ladinischen Verbs dulè (lateinisch dolare) mit der Bedeutung behauen, schneiden zurück und verweist auf die Form der Felsen.
Da der Piz Duleda gelegentlich zu den Puezspitzen gezählt wird, scheint er auch als Westliche Puezspitze auf, wodurch der ansonsten so bezeichnete, 2918 m hohe Gipfel zur Mittleren Puezspitze wird.